# Steed Malbranque
Steed Malbranque (* 6. ledna 1980, Mouscron, Belgie) je francouzský profesionální fotbalista narozený v Belgii, nyní hraje za Olympique Lyon. Jeho obvyklý post je ofenzivní, případně krajní záložník.

## Klubová kariéra
Malbranque, již se zkušenostmi z francouzských mládežnických výběrů, debutoval ve svých 18 letech za Olympique Lyon, za který odehrál celkem 96 zápasů, včetně 12 v Lize mistrů UEFA a sedmi v Poháru UEFA. Vyhrál s klubem Coupe de la Ligue (2000/01).
V roce 2001 přestoupil do anglického Fulhamu, za který nastřílel ve své první sezoně v Premier league úctyhodných 10 gólů. Stal se oporou týmu a v sezoně 2002/03 mu byla nabídnuta nominace do belgického národního týmu, kterou však odmítl s tím, že chce reprezentovat Francii.
Na konci sezony 2005/06 se nedohodl s vedením Fulhamu na prodloužení kontraktu, a tak se přesunul do rovněž londýnského Tottenhamu Hotspur, se kterým vyhrál v sezoně 2007/08 anglický Carling Cup. Se svými stodvaasedmdesáti starty za Fulham se stal jednou z uznávaných osobností klubu, která nejednou pomohla k záchraně první ligy.
V létě 2008 se v Tottenhamu událo spoustu změn v kádru a tak se Malbranque, spolu s Teemu Tainiem a Pascalem Chimbondou stěhoval do Sunderlandu. Od sezony 2008/09 hájil barvy Black Cats.

## Reprezentační kariéra
Zúčastnil se Mistrovství Evropy hráčů do 21 let v roce 2002 ve Švýcarsku, kde Francie podlehla ve finále české jedenadvacítce v penaltovém rozstřelu a získala stříbro.
Steed Malbranque byl již jednou nominován do francouzské reprezentace, na svého startu v seniorském týmu se nedočkal.